# Sonata per a violoncel i piano núm. 2 (Weinberg)
La Sonata per a violoncel i piano núm. 2 en do major, op. 63, va ser composta per Mieczysław Weinberg entre 1958 i 1959. La va compondre a petició de Mstislav Rostropóvitx, que la va estrenar a Moscou el 5 de novembre de 1961.

## Moviments
- I. Moderato
- II. Andante
- III. Allegro

## Origen i context
Xostakóvitx va compondre el Primer Concert per a violoncel l'any 1959, dedicant-lo al famós violoncel·lista Mstislav Rostropóvitx. Va ser gràcies a Xostakóvitx que Weinberg i Rostropóvitx es van conèixer. Xostakóvitx i Weinberg tenien una relació creativa molt pròxima, on compartien les seves noves obres, es valoraven mútuament i s'inspiraven l'un a l'altre. Com a mentor, Xostakóvitx va donar suport a Weinberg, fins i tot durant períodes políticament complicats. La Segona Sonata per a violoncel de Weinberg, escrita en aquest context, podria ser una resposta a l'obra de Xostakóvitx. Aquesta estreta amistat queda simbolitzada en un detall musical: el tema principal del concert per a violoncel de Xostakóvitx reapareix en el final de la Segona Sonata per a violoncel de Weinberg.